# Alexandra Cárdenas
Alexandra Cárdenas (Bogotá, 1976) es una compositora, programadora y laptopista colombiana especializada en la música electrónica en directo, particularmente en el LiveCoding.

## Biografía
Alexandra Cárdenas nació en Bogotá, en 1976.

### Estudios
En el año 2000 se licenció en composición en la Universidad de los Andes, donde también estudió matemáticas y guitarra clásica. En Berlín, ha realizado estudios de maestría en Estudios del sonido en la Universidad de las Artes de Berlín.

### Carrera musical
En 2008 comenzó a componer con la programación basada en SuperCollider. Realizó proyectos en México, en particular en el Centro Multimedia del Centro Nacional de las Artes y el Centro Mexicano para la Música y las Artes Sonoras (CMMAS). También ha trabajado en la gestión, curaduría y organización de festivales de música, como Odiuresion (Radio UNAM) y Ars Futura, los cuales se especializan en música experimental.
En 2010 obtuvo la beca del CMMAS, denominada «Prácticas del Vuelo», para realizar una estancia en dicho centro, ubicado en Morelia. Ahí compuso una pieza para el Ensamble 3 y música electrónica en vivo. Ese mismo año participó en el festival de música Visiones Sonoras, que el mismo CMMAS organiza.
Realizó una residencia en Tokyo Wonder Site por dos meses en 2012, para realizar una pieza para koto, flauta y electrónica en vivo, para Nanae Yoshimura y Suzuky Toshiya. En 2015, participó en Loop Ableton, festival de música electrónica en vivo que organiza el software de música Ableton Live, celebrado en Berlín.

## Estilo de composición
Se especializa en la música electrónica, particularmente en la música en vivo a partir de la improvisación con software, creación de interfaces, controladores y livecodging (escritura de código en directo). Su música en vivo es realizada con software libre y abierto, como SuperCollider y TidalCycles. Con estas herramientas hace una búsqueda de la "musicalidad del código y el comportamiento algorítmico de la música".

## Obras
Selección de obras:
- de los tiempos del ruido (2002), para cuatro djembes (dedicada e interpretada por Tambuco)
- Needle Battle (2004), para sonidos electroacústicos
- A woman and a snake (2008), improvisación para guitarra eléctrica y laptop
- O sonho até gerar o som (2011), para sonidos electroacústicos
- Denki Kodama 電気こだま(2012), livecoding, presentada en el Festival Tokyo Experimental, el 6 de enero de 2012
- Navis fracta (2013), pieza electroacústica en cuatro movimientos (1. mar, 2. barca, 3. naufragio, 4. rescate), basada en la escultura Naufragio de barro. Rescate implícito de Adán Paredes y presentada en el Centro Cultural Santo Domingo[1]
- La Fabiola (2013), para sonidos electroacústicos
- ... para ser libres (2016), con David Ogborn. Instalación sonora para ocho canales de audio y plataforma de live coding en red.[11]

## Publicaciones
- Cárdenas, Alexandra (5 de febrero de 2018). «Mexico and India: Diversifying and expanding the live coding community».  En Dean, Roger T., ed. The Oxford Handbook of Algorithmic Music (en inglés) 1. Oxford University Press. ISBN 9780190227012. doi:10.1093/oxfordhb/9780190226992.013.27. Consultado el 3 de agosto de 2020.[12]
- Cárdenas, Alexandra (22 de noviembre de 2018). «Live Coding: A New Approach to Musical Composition». Dancecult 10 (1). doi:10.12801/1947-5403.2018.10.01.14. Consultado el 3 de agosto de 2020.